# XVIIIe siècle en numismatique
Chronologie de la numismatique
- XVIIe siècle en numismatique - XVIIIe siècle en numismatique - XIXe siècle en numismatique

## Principaux événements numismatiques duXVIIIesiècle

### Par dates

#### 1701-1710
- 2 janvier 1707 : 
  -  France : déclaration du roi concernant les billets de monnoye.

#### 1711-1720
- 1er décembre 1715 : 
  -  France : le louis d'or passe de 14 à 20 livres annulant celui du 18 juin.
- 1er janvier 1719 :
  -  France : premiers billets de la Banque royale, garantis par le roi et donc l’État.
- 1er novembre 1720 :
  -  France : démonétisation des billets de la Banque royale, déclarée en faillite.

#### 1721-1730
- 1721 :
  -  Empire russe : création du rouble impérial.
- 1er janvier 1726 :
  -  France : édit du roi ordonnant la fabrication de nouvelles espèces métalliques faisant suite à la réforme financière de juin 1725.

#### 1731-1740
- 1er janvier 1734 :
  -  France : l'écu d'argent vaut désormais 6 livres tournois.

#### 1741-1750
- 1741 :

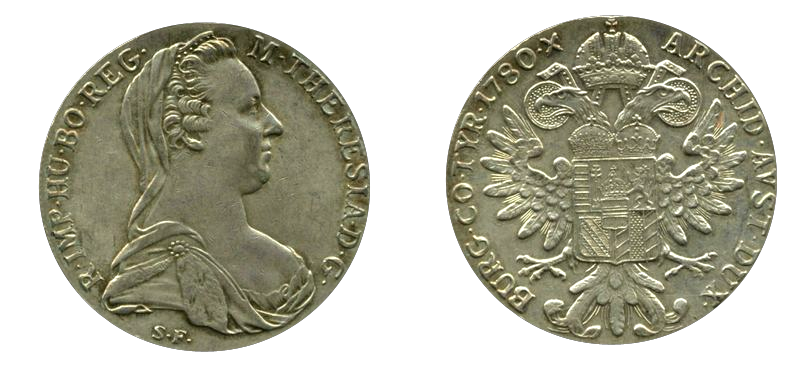
Avers et revers d'un « thaler de Marie-Thérèse » (argent).

  -  Autriche : frappe du premier thaler de Marie-Thérèse.
  -  Royaume de Prusse : frappe du premier frédéric d'or.

#### 1761-1770
- 1761 :
  -  Corse : premières émissions en soldo, monnaie de la République corse.
- 1er juillet 1762 :
  -  Autriche : émission du premier billet de banque, le Bancozettel.
- 1er janvier 1769 :
  -  Empire russe : première émission du rouble d'assignation.

#### 1771-1780
- 10 mai 1775
  -  Treize colonies : émission du premier Continental currency dollar décidée lors du Second Congrès continental.

#### 1781-1790
|                                                                                            |  |  |
| Monneron de 5 sous Au serment, 1792, par Augustin Dupré (avers à gauche, revers à droite). |  |  |

- 30 octobre 1785 :
  -  France : réforme monétaire de Calonne, le rapport entre l'or et l'argent métal passe de 14,5 à 15,5.
- 1787 :
  -  États-Unis : frappe de la première pièce de monnaie américaine, le Fugio Cent.
- 17 avril 1790 : 
  -  France : l'assignat devient une monnaie fiduciaire.

#### 1791-1800
- 1791 : 
  -  France : la Banque Monneron émet une monnaie de nécessité en bronze.
- 2 avril 1792 :
  -  États-Unis : après ratification de la constitution, le Congrès passe le Mint Act qui établit un système monétaire de pièces avec le dollar comme monnaie de référence[1]. Par cette loi, les États-Unis deviennent le premier pays à adopter un système monétaire décimal[1]. Les premières pièces américaines sont frappées en 1793 à Philadelphie[1].
- 15 août 1795 : 
  -  France : la livre est remplacée par le franc. Émission de la pièce de 5 francs type Hercule.
- 18 mars 1796 : 
  -  France : remplacement de l'assignat par le mandat territorial.